# Eifelite
L'eifelite (simbolo IMA: Eif) è un minerale e un ciclosilicato molto raro del gruppo milarite e ha la composizione chimica semplificata KNa3Mg4Si12O30.

## Etimologia e storia
L'eifelite è stata scoperta nel 1983 in uno xenolite di gneiss proveniente dall'Ettringer Bellerberg nell'Eifel (Germania) ed è stata chiamata così da K. Abraham, W. Gebert, O. Medenbach, W. Schreyer e G. Hentschel in onore della sua località, l'Eifel in Germania.
Nel 2004 la sonda Stardust raccolse campioni di polvere nella coda della cometa 81P/Wild in cui furono trovati campioni di eifelite.

## Classificazione
Nell'obsoleta, ma in parte ancora in uso, 8ª edizione della sistematica minerale secondo Strunz, l'eifelite appartiene alla classe generale dei "ciclosilicati", dove si trova insieme ad almarudite, armenite, berezanskite, brannockite, chayesite, darapiosite, dusmatovite, emeleusite, faizievite, merrihueite, oftedalite, osumilite, osumilite-(Mg), poudretteite, roedderite, shibkovite, sogdianite, sugilite, trattnerite e yagiite, e con le quali forma il "gruppo della milarite-osumilite" con il sistema nº VIII/E.22.
La 9ª edizione della sistematica minerale di Strunz, valida dal 2001 e utilizzata dall'Associazione Mineralogica Internazionale (IMA), classifica l'eifelite nella classe "9.C Ciclosilicati" questa è ulteriormente suddivisa in base alla struttura degli anelli, in modo che il minerale possa essere trovato nella suddivisione "9.CM [Si6O18]12- anelli doppi con 6 membri (sei doppi anelli)" in base alla sua struttura. Insieme ad almarudite, armenite, berezanskite, brannockite, chayesite, darapiosite, dusmatovite, friedrichbeckeite, klöchite, merrihueite, milarite, oftedalite, osumilite, osumilite-(Mg), poudretteite, roedderite, shibkovite, sogdianite, sugilite, trattnerite e yagiite forma "gruppo della milarite" con il sistema nº 9.CM.05.
Anche la sistematica dei minerali secondo Dana, che viene utilizzata principalmente nel mondo anglosassone, classifica l'eifelite nella classe dei "silicati e germanati" e da lì nella già più finemente suddivisa sottoclasse dei "ciclosilicati: anelli condensati". Qui è nel "gruppo della milarite-osumilite" con il sistema nº 63.02.01a all'interno della sottosezione "Ciclosilicati: anelli condensati a 6 membri".

## Chimica
L'eifelite è il membro terminale ricco di sodio della serie di cristalli misti roedderite-eifelite. La composizione misurata dalla località tipo è:
- {\displaystyle \mathrm {^{[12]}(K_{0,92}Na_{0,08})^{[9]}(Na_{1,82}\Box _{0,18})^{[6]}(Mg_{1,20}Na_{0,80})^{[4]}(Mg_{2,78}Zn_{0,05}Cu_{0,02}Mn_{0,08}^{2+}Fe_{0,03}^{2+}Al_{0,04})^{[4]}(Si_{11,92}Al_{0,08})O_{30}} }

dove nell'angolare Le parentesi indicano il numero di coordinazione della rispettiva posizione nella struttura cristallina. L'eifelite forma una serie completa di cristalli misti con la roedderite.

## Abito cristallino
L'eifelite cristallizza nel sistema esagonale nel gruppo spaziale 'P6/mcc (gruppo nº 192) con i parametri del reticolo a = 10,14 Å e c = 14,22 Å oltre a due unità di formula per cella unitaria.
L'eifelite è isotipica della milarite, il che significa che cristallizza con la stessa struttura della milarite. La posizione C coordinata 12 volte è quasi completamente occupata dal potassio (K+). Anche la posizione B coordinata a 9 posizioni è completamente occupata dal sodio (Na+). Il magnesio (Mg2+) e il sodio riempiono la posizione A coordinata 6 volte in proporzioni approssimativamente uguali, e la posizione T2 coordinata tetraedrica contiene magnesio (Mg2+) e piccole quantità di altri cationi bivalenti. La posizione T1, che costruisce i 6 doppi anelli, contiene solo silicio (Si4+). L'eifelite è uno dei pochi silicati in cui è incorporato il sodio con coordinazione ottaedrica.

## Origine e giacitura
L'unica presenza terrestre documentata dell'eifelite è la sua località tipo, la cava a Ettringer Bellerberg, 2 km a nord di Mayen, nella regione del Laacher See dell'Eifel (in Renania-Palatinato, Germania). Questa località molto ricca di minerali è la località tipo di 13 minerali, 4 dei quali provengono dal gruppo della milarite: almarudite, eifelite, friedrichbeckeite e osumilite-(Mg). Inoltre, qui sono stati rilevati i minerali del gruppo della milarite chayesite, merrihueite, roedderite e trattnerite.
Lì, il minerale è stato trovato nelle cavità di un'inclusione rocciosa ricca di silicati (xenolite) nella lava leucite-tefrite. Si trova associato a quarzo, sanidino, clinopirosseno, anfibolo, tridimite, ematite e pseudobrookite. Questa occorrenza corrisponde a quella degli altri minerali del gruppo della milarite che sono stati precedentemente trovati nell'Eifel vulcanico: almarudite, roedderite, osumilite e osumilite-(Mg).
L'eifelite si forma mediante metamorfismo di contatto ad alte temperature intorno ai 900 °C e a bassa pressione. Si presume che sia depositato direttamente da una fase gassosa ricca di alcali, contenente silicio e magnesio e povera di alluminio.
I campioni di polvere della cometa 81P/Wild hanno rivelato l'eifelite di origine extraterrestre. L'eifelite è quindi un condensato della fase gassosa delle nebulose solari e, insieme al feldspato di potassio, un trasportatore essenziale di potassio, che potrebbe essere rilevato spettroscopicamente nelle code delle comete.